# کولونیال هایتس (ویرجینیا)
کولونیال هایتس (به انگلیسی: Colonial Heights) شهری در ایالت ویرجینیا کشور ایالات متحده آمریکا است که جمعیت آن در سرشماری سال ۲۰۱۰ میلادی، ۱۷٬۴۱۱ نفر بوده‌است.